# Moment of Truth (Gang Starr)
Moment of Truth è il quinto album ufficiale della crew newyorkese Gang Starr, uscito nel 1998. Il disco contiene la solita produzione superlativa di DJ Premier più un miglioramento nelle liriche e nel flow di Guru rispetto ai lavori precedenti. L'album risulta essere il più venduto del duo al giorno d'oggi, avendo vinto un disco d'oro negli Stati Uniti. I singoli rilasciati sono "You Know My Steez", "Royalty" e "The Militia"

## Tracce
1. You Know My Steez – 4:07
2. Robbin Hood Theory – 3:44
3. Work – 2:57
4. Royalty – 5:11
5. Above the Clouds – 3:41
6. JFX 2 LAX – 3:34
7. Itz a Set Up – 3:49
8. Moment of Truth – 4:07
9. B.I. Vs. Friendship – 4:37
10. The Militia – 4:49
11. The Rep Grows Bigga – 4:54
12. What I'm Here 4 – 2:45
13. She Knowz What She Wantz – 3:00
14. New York Straight Talk – 4:14
15. My Advice 2 You – 2:31
16. Make 'Em Pay – 4:22
17. The Mall – 3:39
18. Betrayal – 5:29
19. Next Time – 3:06
20. In Memory Of... – 3:49